# 애국전선 (잠비아)
애국전선(영어: Patriotic Front; PF)은 잠비아의 사회민주주의 정당이다. 2001년 프레데릭 칠루바 대통령이 레비 무아나와사를 대통령 후보로 지명한 후 마이클 사타가 다당제 민주운동(MMD)의 탈당파 정당으로 창당했다. 이 정당의 주요 지지 기반은 대개 도시 중심가의 젊은이들과 가난한 사람들뿐 아니라 코퍼벨트주와 루사카주의 벰바족 구성원들이다.
몇 년 후, PF는 2011년 총선에서 정권을 잡았고, 2021년 총선까지 집권했다.

## 형성
애국전선은 2001년에 정당으로 결성되었다. 2000년, 프레더릭 칠루바가 3선에 출마할 수 있도록 헌법을 바꾸려는 시도에서 패한 후, 마이클 사타는 그가 MMD 대통령 후보로 지지받을 것이라고 생각했다. 칠루바는 2001년 당시 정부 소속이었던 (사타 포함) 누구도 선거에서 승리할 수 없다고 언급하면서 이 같은 답변을 내놓았다. 비밀 투표에서 칠루바는 개인적으로 무아나와사를 대통령 후보로 지명하고 그에게 투표했다. 이러한 상황에 분노한 사타는 MMD를 그만두고 PF를 설립했다. 동시에, 크리스톤 템보, 고드프리 미얀다, 이디스 나왁위와 같은 저명한 인물들이 민주주의와 발전을 위한 포럼을 결성했다. 사타는 PF의 지도자가 되었고 2001년 총선에 출마하여 11명의 후보 중 7위를 차지하여 3.4%의 득표율을 기록했다. 국회의원 선거에서 그 당은 2.8%의 표를 얻어 단 한 석을 얻었다.
사타는 2006년 총선에서 29%의 득표율로 레비 무아나와사에 이어 2위를 차지했다. 국회 득표율이 23%로 높아지면서 43석을 얻어 제1야당이 되었다. 무아나와사의 사망 이후 2008년 대통령 보궐선거가 치러졌다. 사타는 38%의 득표율로 40%의 반다에 이어 2위를 차지했다.
2011년 총선에서는 사타가 42% 대 35%의 표차로 반다를 누르고 2008년 선거 결과를 뒤집었다. PF는 전체 의석 150석 중 60석을 차지하며 원내 제1당이 되었다. 그러나 사타는 2014년 10월 사망했다. 2015년 1월 보궐선거가 치러질 때까지 가이 스콧 부통령이 임시 대통령직을 맡았다. 에드거 룽구는 당의 후보로 선정되어 48%의 득표율로 당선되었다.
2016년 에드거 룽구는 50.35%의 득표율로 하카인데 히칠레마 잠비아 대통령을 10만 530표(2.72%) 차로 누르고 대통령에 다시 당선되었다.
국제앰네스티는 2021년 총선을 앞두고 당이 정치권을 장악한 상태에서 시민의 자유 침해와 반대자 탄압, 경찰 살해 등에 대한 우려를 공개적으로 제기했다.